# So Tonight That I Might See
So Tonight That I Might See är bandet Mazzy Stars andra album, utgivit 1993. Singeln "Fade Into You" är gruppens största hit.

## Låtlista
Alla låtar är skrivna av Hope Sandoval och David Roback förutom fjärde spåret, "Five String Serenade", som är skriven av Arthur Lee.
1. "Fade Into You" – 4:55
2. "Bells Ring" – 4:32
3. "Mary of Silence" – 6:02
4. "Five String Serenade" – 4:24
5. "Blue Light" – 5:10
6. "She's My Baby" – 4:25
7. "Unreflected" – 3:42
8. "Wasted" – 5:31
9. "Into Dust" – 5:36
10. "So Tonight That I Might See" – 7:19